# منتنری ۸۴۲۱
سیارک ۸۴۲۱ (به انگلیسی: 8421 Montanari، نامگذاری:1996XA9) هشت هزار و چهارصد و بیست و یکمین سیارک کشف شده‌است که در ۲ دسامبر ۱۹۹۶ کشف شد.
قدر مطلق سیارک برابر ۱۴٫۰۰ است.